# プロテウス (映画)
『プロテウス』（原題: Proteus）は、2003年に製作されたカナダ・南アフリカ共和国の合作映画。
監督は『百合の伝説 シモンとヴァリエ』のジョン・グレイソン。　
日本では2005年7月15日と17日に第14回東京国際レズビアン&ゲイ映画祭にて上映された。

## キャスト
- リカート・ヤコブズ：ニール・サンディランズ
- クラース・ブランク：ルーネット・ブラウン
- ヴァージル・ニーヴン：ショーン・スミス